# Lista państw świata według wskaźnika rozwoju społecznego
Lista państw według wskaźnika rozwoju społecznego – lista tworzona na podstawie Human Development Report, publikowanego przez Program Narodów Zjednoczonych ds. Rozwoju. Lista na rok 2021 obejmuje 191 państw: 190 członków ONZ oraz Hongkong. Lista zawiera także średnie wskaźniki rozwoju społecznego regionów świata oraz krajów zrzeszonych w ramach OECD.
Do obliczenia syntetycznego miernika WRS wykorzystane zostały następujące dane: średnia oczekiwana długość życia, analfabetyzm, poziom edukacji oraz standard życia w państwach, w skali światowej. W rankingu zawarte zostały także informacje na temat jakości życia, szczególnie dzieci. Wiadomości te pozwalają określić stopień rozwinięcia kraju (wysoko, średnio lub nisko), a także wpływ polityki ekonomicznej na jakość życia. Wskaźnik stworzył w 1990 roku pakistański ekonomista Mahbub ul Haq.
W raporcie państwa osadzone zostały w czterech kategoriach:
- państwa bardzo wysoko rozwinięte – wartość WRS równa lub wyższa niż 0.800
- państwa wysoko rozwinięte – wartość WRS pomiędzy 0.700 a 0.799
- państwa średnio rozwinięte – wartość WRS pomiędzy 0.550 a 0.699
- państwa słabo rozwinięte – wartość WRS niższa niż 0.550

Mapa świata według WRS (dane z raportu na 2021)

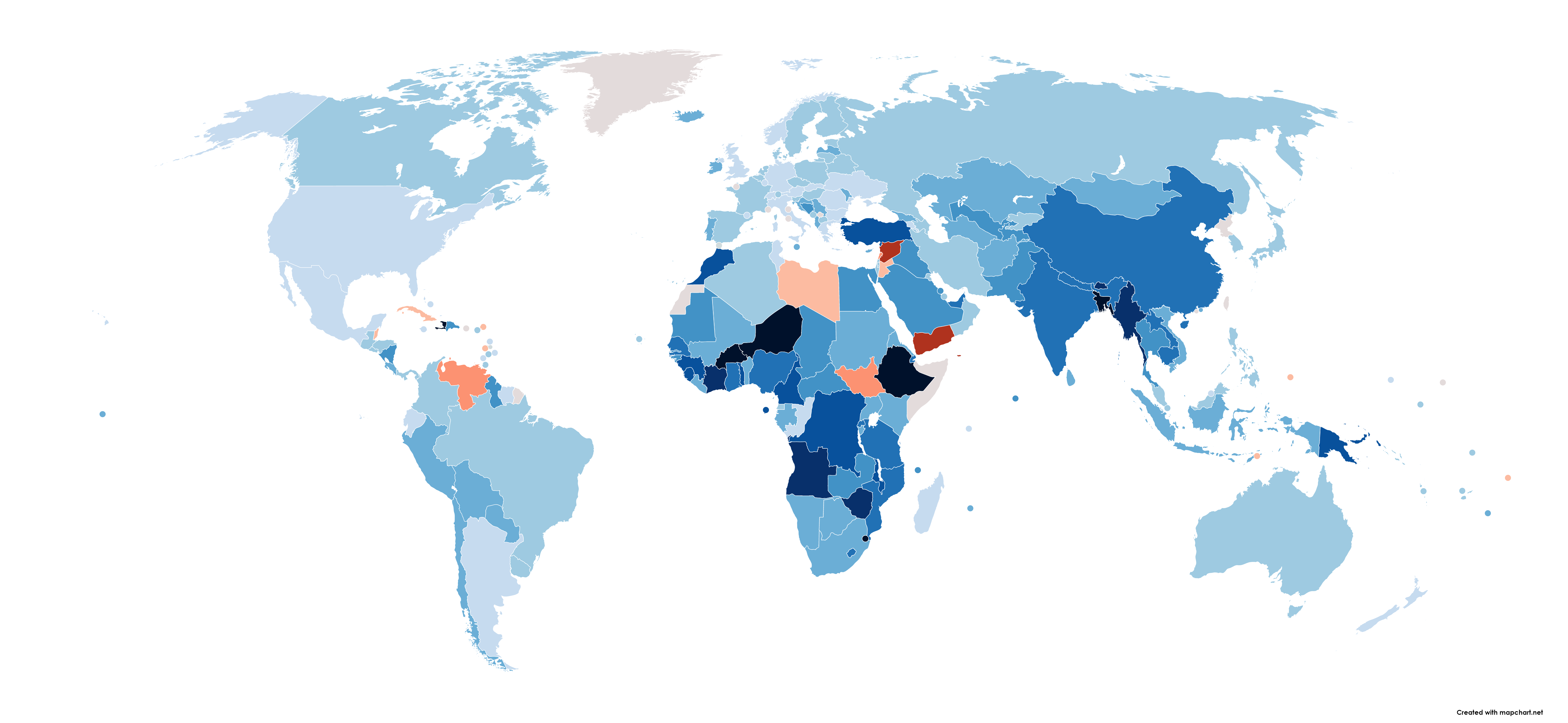
Mapa świata według średniego rocznego wzrostu WRS w latach 2010–2021 (dane z raportu na 2021)

|  | bardzo wysoki (≥ 0.800) | wysoki (0.700–0.799) | średni (0.550–0.699) | niski (≤ 0.549) | brak danych |

|  | ≥ 0.950 | 0.900–0.950 | 0.850–0.899 | 0.800–0.849 | 0.750–0.799 | 0.700–0.749 | 0.650–0.699 | 0.600–0.649 | 0.550–0.599 | 0.500–0.549 | 0.450–0.499 | 0.400–0.449 | ≤ 0.399 | Dane niedostępne |

## Lista państw według wskaźnika rozwoju społecznego
| Miejsce 2021 | Porównując do 2015 | Państwo                           | WRS   | Średni roczny wzrost WRS w latach 2010–2021 (%) |
| 1            |                    | Szwajcaria                        | 0.962 | 0.19                                            |
| 2            |                    | Norwegia                          | 0.961 | 0.19                                            |
| 3            |                    | Islandia                          | 0.959 | 0.56                                            |
| 4            | 3                  | Hongkong                          | 0.952 | 0.44                                            |
| 5            | 3                  | Australia                         | 0.951 | 0.27                                            |
| 6            |                    | Dania                             | 0.948 | 0.34                                            |
| 7            | -2                 | Szwecja                           | 0.947 | 0.36                                            |
| 8            | 6                  | Irlandia                          | 0.945 | 0.40                                            |
| 9            | -5                 | Niemcy                            | 0.942 | 0.16                                            |
| 10           | -1                 | Holandia                          | 0.941 | 0.24                                            |
| 11           |                    | Finlandia                         | 0.940 | 0.29                                            |
| 12           | -1                 | Singapur                          | 0.939 | 0.29                                            |
| 13           | 2                  | Belgia                            | 0.937 | 0.25                                            |
| 13           | -3                 | Nowa Zelandia                     | 0.937 | 0.15                                            |
| 15           | -2                 | Kanada                            | 0.936 | 0.25                                            |
| 16           | -1                 | Liechtenstein                     | 0.935 | 0.22                                            |
| 17           | 3                  | Luksemburg                        | 0.930 | 0.18                                            |
| 18           | -3                 | Wielka Brytania                   | 0.929 | 0.17                                            |
| 19           |                    | Japonia                           | 0.925 | 0.27                                            |
| 19           | 3                  | Korea Południowa                  | 0.925 | 0.35                                            |
| 21           | -3                 | Stany Zjednoczone                 | 0.921 | 0.10                                            |
| 22           |                    | Izrael                            | 0.919 | 0.25                                            |
| 23           | 4                  | Malta                             | 0.918 | 0.58                                            |
| 23           | 1                  | Słowenia                          | 0.918 | 0.28                                            |
| 25           | -4                 | Austria                           | 0.916 | 0.14                                            |
| 26           | 9                  | Zjednoczone Emiraty Arabskie      | 0.911 | 0.80                                            |
| 27           |                    | Hiszpania                         | 0.905 | 0.38                                            |
| 28           | -3                 | Francja                           | 0.903 | 0.27                                            |
| 29           | 3                  | Cypr                              | 0.896 | 0.41                                            |
| 30           | -1                 | Włochy                            | 0.895 | 0.13                                            |
| 31           | -2                 | Estonia                           | 0.890 | 0.30                                            |
| 32           | -6                 | Czechy                            | 0.889 | 0.20                                            |
| 33           | -2                 | Grecja                            | 0.887 | 0.19                                            |
| 34           | -1                 | Polska                            | 0.876 | 0.37                                            |
| 35           | 3                  | Bahrajn                           | 0.875 | 0.73                                            |
| 35           | 1                  | Litwa                             | 0.875 | 0.35                                            |
| 35           | 2                  | Arabia Saudyjska                  | 0.875 | 0.64                                            |
| 38           | 2                  | Portugalia                        | 0.866 | 0.40                                            |
| 39           | 1                  | Łotwa                             | 0.863 | 0.42                                            |
| 40           | -6                 | Andora                            | 0.858 | 0.11                                            |
| 40           | 5                  | Chorwacja                         | 0.858 | 0.40                                            |
| 42           | 1                  | Chile                             | 0.855 | 0.46                                            |
| 42           | 1                  | Katar                             | 0.855 | 0.23                                            |
| 44           |                    | San Marino                        | 0.853 |                                                 |
| 45           | -5                 | Słowacja                          | 0.848 | 0.09                                            |
| 46           | 1                  | Węgry                             | 0.846 | 0.20                                            |
| 47           | -4                 | Argentyna                         | 0.842 | 0.09                                            |
| 48           | 6                  | Turcja                            | 0.838 | 1.03                                            |
| 49           | 3                  | Czarnogóra                        | 0.832 | 0.27                                            |
| 50           | -1                 | Kuwejt                            | 0.831 | 0.20                                            |
| 51           | -3                 | Brunei                            | 0.829 | 0.01                                            |
| 52           | -2                 | Rosja                             | 0.822 | 0.29                                            |
| 53           | 3                  | Rumunia                           | 0.821 | 0.16                                            |
| 54           | -3                 | Oman                              | 0.816 | 0.32                                            |
| 55           | -2                 | Bahamy                            | 0.812 |                                                 |
| 56           | 4                  | Kazachstan                        | 0.811 | 0.51                                            |
| 57           | -2                 | Trynidad i Tobago                 | 0.810 | 0.23                                            |
| 58           | 4                  | Kostaryka                         | 0.809 | 0.43                                            |
| 58           |                    | Urugwaj                           | 0.809 | 0.25                                            |
| 60           | -3                 | Białoruś                          | 0.808 | 0.21                                            |
| 61           |                    | Panama                            | 0.805 | 0.37                                            |
| 62           | 1                  | Malezja                           | 0.803 | 0.39                                            |
| 63           | 7                  | Gruzja                            | 0.802 | 0.50                                            |
| 63           | 2                  | Mauritius                         | 0.802 | 0.55                                            |
| 63           | 4                  | Serbia                            | 0.802 | 0.41                                            |
| 66           | 6                  | Tajlandia                         | 0.800 | 0.75                                            |
| 67           | -2                 | Albania                           | 0.796 | 0.49                                            |
| 68           | -9                 | Bułgaria                          | 0.795 | 0.06                                            |
| 68           | 2                  | Grenada                           | 0.795 | 0.15                                            |
| 70           | -2                 | Barbados                          | 0.790 | 0.02                                            |
| 71           | -3                 | Antigua i Barbuda                 | 0.788 | -0.02                                           |
| 72           | -8                 | Seszele                           | 0.785 | 0.10                                            |
| 73           | 9                  | Sri Lanka                         | 0.782 | 0.54                                            |
| 74           | 10                 | Bośnia i Hercegowina              | 0.780 | 0.67                                            |
| 75           | 2                  | Saint Kitts i Nevis               | 0.777 | 0.21                                            |
| 76           | -2                 | Iran                              | 0.774 | 0.35                                            |
| 77           | -2                 | Ukraina                           | 0.773 | 0.11                                            |
| 78           | 5                  | Macedonia Północna                | 0.770 | 0.39                                            |
| 79           | 19                 | Chiny                             | 0.768 | 0.97                                            |
| 80           | 16                 | Dominikana                        | 0.767 | 0.73                                            |
| 80           | 9                  | Mołdawia                          | 0.767 | 0.45                                            |
| 80           | -7                 | Palau                             | 0.767 | -0.07                                           |
| 83           | -7                 | Kuba                              | 0.764 | -0.19                                           |
| 84           | 1                  | Peru                              | 0.762 | 0.45                                            |
| 85           | -5                 | Armenia                           | 0.759 | 0.16                                            |
| 86           | -8                 | Meksyk                            | 0.758 | 0.15                                            |
| 87           | 1                  | Brazylia                          | 0.754 | 0.38                                            |
| 88           | -1                 | Kolumbia                          | 0.752 | 0.32                                            |
| 89           | -4                 | Saint Vincent i Grenadyny         | 0.751 | 0.21                                            |
| 90           | 6                  | Malediwy                          | 0.747 | 0.75                                            |
| 91           | 2                  | Algieria                          | 0.745 | 0.30                                            |
| 91           | -1                 | Azerbejdżan                       | 0.745 | 0.22                                            |
| 91           | 10                 | Tonga                             | 0.745 | 0.40                                            |
| 91           | 2                  | Turkmenistan                      | 0.745 | 0.43                                            |
| 95           | -14                | Ekwador                           | 0.740 | 0.05                                            |
| 96           | 4                  | Mongolia                          | 0.739 | 0.48                                            |
| 97           | 13                 | Egipt                             | 0.731 | 0.73                                            |
| 97           | 1                  | Tunezja                           | 0.731 | 0.14                                            |
| 99           | 3                  | Fidżi                             | 0.730 | 0.20                                            |
| 99           | -7                 | Surinam                           | 0.730 | 0.09                                            |
| 101          | 11                 | Uzbekistan                        | 0.727 | 0.70                                            |
| 102          | 11                 | Dominika                          | 0.720 | 0.11                                            |
| 102          | 2                  | Jordania                          | 0.720 | -0.06                                           |
| 104          | 10                 | Libia                             | 0.718 | -0.26                                           |
| 105          | -2                 | Paragwaj                          | 0.717 | 0.42                                            |
| 106          | 2                  | Palestyna                         | 0.715 | 0.36                                            |
| 106          | -11                | Saint Lucia                       | 0.715 | -0.16                                           |
| 108          | 12                 | Gujana                            | 0.714 | 0.77                                            |
| 109          | -4                 | Południowa Afryka                 | 0.713 | 0.50                                            |
| 110          | -3                 | Jamajka                           | 0.709 | 0.06                                            |
| 111          | -6                 | Samoa                             | 0.707 | -0.08                                           |
| 112          | 2                  | Gabon                             | 0.706 | 0.56                                            |
| 112          | -21                | Liban                             | 0.706 | -0.79                                           |
| 114          | 3                  | Indonezja                         | 0.705 | 0.55                                            |
| 115          | 5                  | Wietnam                           | 0.703 | 0.53                                            |
| 116          |                    | Filipiny                          | 0.699 | 0.33                                            |
| 117          | -6                 | Botswana                          | 0.693 | 0.44                                            |
| 118          |                    | Boliwia                           | 0.692 | 0.40                                            |
| 118          |                    | Kirgistan                         | 0.692 | 0.38                                            |
| 120          | -41                | Wenezuela                         | 0.691 | -0.80                                           |
| 121          | 1                  | Irak                              | 0.686 | 0.63                                            |
| 122          | 3                  | Tadżykistan                       | 0.685 | 0.68                                            |
| 123          | -14                | Belize                            | 0.683 | -0.31                                           |
| 123          | 3                  | Maroko                            | 0.683 | 1.14                                            |
| 125          | -2                 | Salwador                          | 0.675 | 0.22                                            |
| 126          | 1                  | Nikaragua                         | 0.667 | 0.76                                            |
| 127          | 6                  | Bhutan                            | 0.666 | 1.25                                            |
| 128          | -4                 | Republika Zielonego Przylądka     | 0.662 | 0.25                                            |
| 129          | 11                 | Bangladesz                        | 0.661 | 1.64                                            |
| 130          | -2                 | Tuvalu                            | 0.641 | 0.36                                            |
| 131          | -1                 | Wyspy Marshalla                   | 0.639 |                                                 |
| 132          | -1                 | Indie                             | 0.633 | 0.88                                            |
| 133          | 5                  | Ghana                             | 0.632 | 0.88                                            |
| 134          |                    | Mikronezja                        | 0.628 | 0.04                                            |
| 135          | -6                 | Gwatemala                         | 0.627 | 0.33                                            |
| 136          | -1                 | Kiribati                          | 0.624 | 0.53                                            |
| 137          |                    | Honduras                          | 0.621 | 0.36                                            |
| 138          | 4                  | Wyspy Świętego Tomasza i Książęca | 0.618 | 1.00                                            |
| 139          | -7                 | Namibia                           | 0.615 | 0.46                                            |
| 140          | 1                  | Laos                              | 0.607 | 0.88                                            |
| 140          | -4                 | Timor Wschodni                    | 0.607 | -0.18                                           |
| 140          | 3                  | Vanuatu                           | 0.607 | 0.24                                            |
| 143          | 4                  | Nepal                             | 0.602 | 0.94                                            |
| 144          | 4                  | Eswatini                          | 0.597 | 1.57                                            |
| 145          | -6                 | Gwinea Równikowa                  | 0.596 | 0.26                                            |
| 146          | 3                  | Kambodża                          | 0.593 | 0.85                                            |
| 146          | -1                 | Zimbabwe                          | 0.593 | 1.34                                            |
| 148          | -3                 | Angola                            | 0.586 | 1.27                                            |
| 149          | 1                  | Mjanma                            | 0.585 | 1.26                                            |
| 150          | 5                  | Syria                             | 0.577 | -1.21                                           |
| 151          | 2                  | Kamerun                           | 0.576 | 1.06                                            |
| 152          |                    | Kenia                             | 0.575 | 0.49                                            |
| 153          | -9                 | Kongo                             | 0.571 | 0.16                                            |
| 154          | -4                 | Zambia                            | 0.565 | 0.60                                            |
| 155          | -1                 | Wyspy Salomona                    | 0.564 | 0.23                                            |
| 156          |                    | Komory                            | 0.558 | 0.64                                            |
| 156          | 2                  | Papua-Nowa Gwinea                 | 0.558 | 1.02                                            |
| 158          | -2                 | Mauretania                        | 0.556 | 0.79                                            |
| 159          | 8                  | Wybrzeże Kości Słoniowej          | 0.550 | 1.38                                            |
| 160          | 2                  | Tanzania                          | 0.549 | 0.98                                            |
| 161          | -2                 | Pakistan                          | 0.544 | 0.68                                            |
| 162          | 4                  | Togo                              | 0.539 | 1.12                                            |
| 163          | -3                 | Haiti                             | 0.535 | 1.94                                            |
| 163          | 1                  | Nigeria                           | 0.535 | 0.95                                            |
| 165          |                    | Rwanda                            | 0.534 | 0.80                                            |
| 166          | -6                 | Benin                             | 0.525 | 0.59                                            |
| 166          | -3                 | Uganda                            | 0.525 | 0.41                                            |
| 168          | 3                  | Lesotho                           | 0.514 | 0.88                                            |
| 169          | 4                  | Malawi                            | 0.512 | 1.06                                            |
| 170          | -1                 | Senegal                           | 0.511 | 0.80                                            |
| 171          | 1                  | Dżibuti                           | 0.509 | 0.96                                            |
| 172          | -4                 | Sudan                             | 0.508 | 0.40                                            |
| 173          | -3                 | Madagaskar                        | 0.501 | 0.16                                            |
| 174          | 1                  | Gambia                            | 0.500 | 0.76                                            |
| 175          | 6                  | Etiopia                           | 0.498 | 1.74                                            |
| 176          | -2                 | Erytrea                           | 0.492 | 0.55                                            |
| 177          | 2                  | Gwinea Bissau                     | 0.483 | 0.79                                            |
| 178          |                    | Liberia                           | 0.481 | 0.41                                            |
| 179          | 1                  | Demokratyczna Republika Konga     | 0.479 | 1.01                                            |
| 180          | -5                 | Afganistan                        | 0.478 | 0.59                                            |
| 181          | 1                  | Sierra Leone                      | 0.477 | 1.01                                            |
| 182          | 1                  | Gwinea                            | 0.465 | 1.04                                            |
| 183          | -6                 | Jemen                             | 0.455 | -1.03                                           |
| 184          | 2                  | Burkina Faso                      | 0.449 | 1.72                                            |
| 185          | -2                 | Mozambik                          | 0.446 | 0.95                                            |
| 186          | 1                  | Mali                              | 0.428 | 0.53                                            |
| 187          | -2                 | Burundi                           | 0.426 | 0.46                                            |
| 188          | 2                  | Republika Środkowoafrykańska      | 0.404 | 0.75                                            |
| 189          | 2                  | Niger                             | 0.400 | 1.54                                            |
| 190          | -1                 | Czad                              | 0.394 | 0.77                                            |
| 191          | -3                 | Sudan Południowy                  | 0.385 | -1.00                                           |

## Kraje, których nie ma raporcie z 2015
| Rok                            | Rok                            | Państwo                        | WRS                            | Miejsce                        | Źródło                         |
| Rok opublikowania              | Rok pochodzenia danych         | Państwo                        | WRS                            | Miejsce                        | Źródło                         |
| Kraje bardzo wysoko rozwinięte | Kraje bardzo wysoko rozwinięte | Kraje bardzo wysoko rozwinięte | Kraje bardzo wysoko rozwinięte | Kraje bardzo wysoko rozwinięte | Kraje bardzo wysoko rozwinięte |
| ------------------------------ | ------------------------------ | ------------------------------ | ------------------------------ | ------------------------------ | ------------------------------ |
| 1997                           | –                              | Monako                         | 0.946                          | –                              | –                              |
| 1997                           | –                              | San Marino                     | 0.944                          | –                              | –                              |
| Kraje średnio rozwinięte       |                                |                                |                                |                                |                                |
| 1998                           | 1995                           | Korea Północna                 | 0.766                          | 75                             | [ 4 ]                          |
| 1998                           | –                              | Nauru                          | 0.663                          | –                              | –                              |
| 1998                           | –                              | Tuvalu                         | 0.583                          | –                              | –                              |
| 1998                           | –                              | Wyspy Marshalla                | 0.583                          | –                              | –                              |
| Kraje słabo rozwinięte         |                                |                                |                                |                                |                                |
| 2001                           | 2001                           | Somalia                        | 0.384                          | 161                            | –                              |

| Rok                            | Rok                            | Państwo lub terytorium         | WRS                            | Miejsce                        | Źródło                         |
| Rok opublikowania              | Rok pochodzenia danych         | Państwo lub terytorium         | WRS                            | Miejsce                        | Źródło                         |
| Kraje bardzo wysoko rozwinięte | Kraje bardzo wysoko rozwinięte | Kraje bardzo wysoko rozwinięte | Kraje bardzo wysoko rozwinięte | Kraje bardzo wysoko rozwinięte | Kraje bardzo wysoko rozwinięte |
| ------------------------------ | ------------------------------ | ------------------------------ | ------------------------------ | ------------------------------ | ------------------------------ |
| 2009                           | 2007                           | Tajwan                         | 0.943                          | 25                             | [ 6 ]                          |
| 1998                           | –                              | Portoryko                      | 0.942                          | –                              | [ 7 ]                          |
| 2008                           | 2005                           | Martynika                      | 0.929                          | 24                             | [ 8 ]                          |
| 1998                           | –                              | Grenlandia                     | 0.927                          | –                              | [ 9 ]                          |
| 2008                           | 2005                           | Gwadelupa                      | 0.912                          | 28                             | [ 8 ]                          |
| 2010                           | 2007                           | Makau                          | 0.944                          | 23                             | [ 10 ]                         |
| Kraje wysoko rozwinięte        |                                |                                |                                |                                |                                |
| 2008                           | 2005                           | Nowa Kaledonia                 | 0.878                          | 34                             | [ 8 ]                          |
| 2007                           | 2004                           | Reunion                        | 0.870                          | 35                             | [ 8 ] [ 11 ]                   |
| 2008                           | 2005                           | Polinezja Francuska            | 0.864                          | 42                             | [ 8 ]                          |
| 2008                           | 2005                           | Gujana Francuska               | 0.862                          | 43                             | [ 8 ]                          |
| Kraje średnio rozwinięte       |                                |                                |                                |                                |                                |
| 2009                           | 2007                           | Terytoria palestyńskie         | 0.737                          | 110                            | [ 12 ]                         |
| 2004                           | 2003                           | Kosowo                         | 0.734                          | –                              | [ 13 ]                         |

## WRS w grupach państw
|                                                   | \| Organizacja lub grupa \| 2015[14] \| 2013[14] \| 2012[14] \| \| Kraje bardzo wysoko rozwinięte \| Kraje bardzo wysoko rozwinięte \| Kraje bardzo wysoko rozwinięte \| Kraje bardzo wysoko rozwinięte \| \| ------------------------------------------------- \| ------------------------------ \| ------------------------------ \| ------------------------------ \| \| Średnia ze wszystkich krajów b. rozwiniętych \| 0.892 \| 0.890 \| 0.889 \| \| Kraje wysoko rozwinięte \| \| \| \| \| Średnia ze wszystkich krajów rozwiniętych \| 0.746 \| 0.735 \| 0.733 \| \| Ameryka Południowa i Karaiby \| 0.751 \| 0.740 \| 0.739 \| \| Europa i Azja Środkowa \| 0.756 \| 0.738 \| 0.735 \| \| Kraje średnio rozwinięte \| \| \| \| \| Azja Wschodnia i wyspy na Pacyfiku \| 0.720 \| 0.703 \| 0.699 \| \| Światowa średnia \| 0.717 \| 0.702 \| 0.700 \| \| Średnia ze wszystkich krajów średnio rozwiniętych \| 0.631 \| 0.614 \| 0.612 \| \| Kraje arabskie \| 0.687 \| 0.682 \| 0.681 \| \| Azja Południowa \| 0.621 \| 0.588 \| 0.586 \| \| Kraje słabo rozwinięte \| \| \| \| \| Średnia z krajów słabo rozwiniętych \| 0.497 \| 0.393 \| 0.388 \| \| Czarna Afryka \| 0.523 \| 0.502 \| 0.499 \| \| Najsłabiej rozwinięte państwa \| 0.508 \| 0.487 \| 0.484 \| |       |       |
| Organizacja lub grupa                             | 2015 | 2013  | 2012  |
| Kraje bardzo wysoko rozwinięte                    | |       |       |
| Średnia ze wszystkich krajów b. rozwiniętych      | 0.892 | 0.890 | 0.889 |
| Kraje wysoko rozwinięte                           | |       |       |
| Średnia ze wszystkich krajów rozwiniętych         | 0.746 | 0.735 | 0.733 |
| Ameryka Południowa i Karaiby                      | 0.751 | 0.740 | 0.739 |
| Europa i Azja Środkowa                            | 0.756 | 0.738 | 0.735 |
| Kraje średnio rozwinięte                          | |       |       |
| Azja Wschodnia i wyspy na Pacyfiku                | 0.720 | 0.703 | 0.699 |
| Światowa średnia                                  | 0.717 | 0.702 | 0.700 |
| Średnia ze wszystkich krajów średnio rozwiniętych | 0.631 | 0.614 | 0.612 |
| Kraje arabskie                                    | 0.687 | 0.682 | 0.681 |
| Azja Południowa                                   | 0.621 | 0.588 | 0.586 |
| Kraje słabo rozwinięte                            | |       |       |
| Średnia z krajów słabo rozwiniętych               | 0.497 | 0.393 | 0.388 |
| Czarna Afryka                                     | 0.523 | 0.502 | 0.499 |
| Najsłabiej rozwinięte państwa                     | 0.508 | 0.487 | 0.484 |

## Lista państw według kontynentów

### Afryka
| Miejsce                  | Państwo                       | WRS                     | WRS                     |
| Miejsce                  | Państwo                       | 2015                    |                         |
| Kraje wysoko rozwinięte  | Kraje wysoko rozwinięte       | Kraje wysoko rozwinięte | Kraje wysoko rozwinięte |
| ------------------------ | ----------------------------- | ----------------------- | ----------------------- |
| 1                        | Seszele                       | 0.782                   |                         |
| 2                        | Mauritius                     | 0.781                   |                         |
| 3                        | Algieria                      | 0.745                   |                         |
| 4                        | Tunezja                       | 0.725                   |                         |
| 5                        | Libia                         | 0.716                   |                         |
| Kraje średnio rozwinięte |                               |                         |                         |
| 6                        | Botswana                      | 0.698                   |                         |
| 7                        | Gabon                         | 0.697                   |                         |
| 8                        | Egipt                         | 0.691                   |                         |
| 9                        | Południowa Afryka             | 0.666                   |                         |
| 10                       | Republika Zielonego Przylądka | 0.648                   |                         |

| Miejsce                | Państwo                      | WRS                    | WRS                    |
| Miejsce                | Państwo                      | 2015                   |                        |
| Kraje słabo rozwinięte | Kraje słabo rozwinięte       | Kraje słabo rozwinięte | Kraje słabo rozwinięte |
| ---------------------- | ---------------------------- | ---------------------- | ---------------------- |
| 1                      | Republika Środkowoafrykańska | 0.352                  |                        |
| 2                      | Niger                        | 0.353                  |                        |
| 3                      | Czad                         | 0.396                  |                        |
| 4                      | Burkina Faso                 | 0.402                  |                        |
| 5                      | Burundi                      | 0.404                  |                        |
| 6                      | Gwinea                       | 0.414                  |                        |
| 7                      | Sudan Południowy             | 0.418                  |                        |
| 7                      | Mozambik                     | 0.418                  |                        |
| 9                      | Sierra Leone                 | 0.420                  |                        |
| 9                      | Erytrea                      | 0.420                  |                        |

### Ameryka Północna i Południowa
| Miejsce                        | Państwo                        | WRS                            | WRS                            |
| Miejsce                        | Państwo                        | 2015                           |                                |
| Kraje bardzo wysoko rozwinięte | Kraje bardzo wysoko rozwinięte | Kraje bardzo wysoko rozwinięte | Kraje bardzo wysoko rozwinięte |
| ------------------------------ | ------------------------------ | ------------------------------ | ------------------------------ |
| 1                              | Kanada                         | 0.920                          |                                |
| 1                              | Stany Zjednoczone              | 0.920                          |                                |
| 3                              | Chile                          | 0.847                          |                                |
| 4                              | Argentyna                      | 0.827                          |                                |
| Kraje wysoko rozwinięte        |                                |                                |                                |
| 5                              | Barbados                       | 0.795                          |                                |
| 5                              | Urugwaj                        | 0.795                          |                                |
| 7                              | Bahamy                         | 0.792                          |                                |
| 8                              | Panama                         | 0.788                          |                                |
| 9                              | Antigua i Barbuda              | 0.786                          |                                |
| 10                             | Trynidad i Tobago              | 0.780                          |                                |

| Miejsce                  | Państwo                   | WRS                    | WRS                    |
| Miejsce                  | Państwo                   | 2015                   |                        |
| Kraje słabo rozwinięte   | Kraje słabo rozwinięte    | Kraje słabo rozwinięte | Kraje słabo rozwinięte |
| ------------------------ | ------------------------- | ---------------------- | ---------------------- |
| 1                        | Haiti                     | 0.493                  |                        |
| Kraje średnio rozwinięte |                           |                        |                        |
| 2                        | Honduras                  | 0.625                  |                        |
| 3                        | Gujana                    | 0.638                  |                        |
| 4                        | Gwatemala                 | 0.640                  |                        |
| 5                        | Nikaragua                 | 0.645                  |                        |
| 6                        | Boliwia                   | 0.674                  |                        |
| 7                        | Salwador                  | 0.680                  |                        |
| 8                        | Paragwaj                  | 0.693                  |                        |
| Kraje wysoko rozwinięte  |                           |                        |                        |
| 9                        | Belize                    | 0.706                  |                        |
| 10                       | Saint Vincent i Grenadyny | 0.722                  |                        |

### Azja i Oceania
| Miejsce                        | Państwo                        | WRS                            | WRS                            |
| Miejsce                        | Państwo                        | 2015                           |                                |
| Kraje bardzo wysoko rozwinięte | Kraje bardzo wysoko rozwinięte | Kraje bardzo wysoko rozwinięte | Kraje bardzo wysoko rozwinięte |
| ------------------------------ | ------------------------------ | ------------------------------ | ------------------------------ |
| 1                              | Australia                      | 0.939                          |                                |
| 2                              | Singapur                       | 0.925                          |                                |
| 3                              | Hongkong                       | 0.917                          |                                |
| 4                              | Nowa Zelandia                  | 0.915                          |                                |
| 5                              | Japonia                        | 0.903                          |                                |
| 6                              | Korea Południowa               | 0.901                          |                                |
| 7                              | Izrael                         | 0.899                          |                                |
| 8                              | Brunei                         | 0.865                          |                                |
| 9                              | Cypr                           | 0.856                          |                                |
| 9                              | Katar                          | 0.856                          |                                |

| Miejsce                  | Państwo                | WRS                    | WRS                    |
| Miejsce                  | Państwo                | 2015                   |                        |
| Kraje słabo rozwinięte   | Kraje słabo rozwinięte | Kraje słabo rozwinięte | Kraje słabo rozwinięte |
| ------------------------ | ---------------------- | ---------------------- | ---------------------- |
| 1                        | Afganistan             | 0.479                  |                        |
| 2                        | Jemen                  | 0.482                  |                        |
| 3                        | Wyspy Salomona         | 0.515                  |                        |
| 4                        | Papua-Nowa Gwinea      | 0.516                  |                        |
| 5                        | Syria                  | 0.536                  |                        |
| Kraje średnio rozwinięte |                        |                        |                        |
| 6                        | Pakistan               | 0.550                  |                        |
| 7                        | Mjanma                 | 0.556                  |                        |
| 8                        | Nepal                  | 0.558                  |                        |
| 9                        | Kambodża               | 0.563                  |                        |
| 10                       | Bangladesz             | 0.579                  |                        |

### Europa
| Miejsce                        | Państwo                        | WRS                            | WRS                            |
| Miejsce                        | Państwo                        | 2015                           |                                |
| Kraje bardzo wysoko rozwinięte | Kraje bardzo wysoko rozwinięte | Kraje bardzo wysoko rozwinięte | Kraje bardzo wysoko rozwinięte |
| ------------------------------ | ------------------------------ | ------------------------------ | ------------------------------ |
| 1                              | Norwegia                       | 0.949                          |                                |
| 2                              | Szwajcaria                     | 0.939                          |                                |
| 3                              | Niemcy                         | 0.926                          |                                |
| 4                              | Dania                          | 0.925                          |                                |
| 5                              | Holandia                       | 0.924                          |                                |
| 6                              | Irlandia                       | 0.923                          |                                |
| 7                              | Islandia                       | 0.921                          |                                |
| 8                              | Szwecja                        | 0.913                          |                                |
| 9                              | Liechtenstein                  | 0.912                          |                                |
| 10                             | Wielka Brytania                | 0.909                          |                                |

| Miejsce                  | Państwo                  | WRS                      | WRS                      |
| Miejsce                  | Państwo                  | 2015                     |                          |
| Kraje średnio rozwinięte | Kraje średnio rozwinięte | Kraje średnio rozwinięte | Kraje średnio rozwinięte |
| ------------------------ | ------------------------ | ------------------------ | ------------------------ |
| 1                        | Mołdawia                 | 0.699                    |                          |
| Kraje wysoko rozwinięte  |                          |                          |                          |
| 2                        | Ukraina                  | 0.743                    |                          |
| 2                        | Armenia                  | 0.743                    |                          |
| 4                        | Macedonia Północna       | 0.748                    |                          |
| 5                        | Bośnia i Hercegowina     | 0.750                    |                          |
| 6                        | Azerbejdżan              | 0.759                    |                          |
| 7                        | Albania                  | 0.764                    |                          |
| 8                        | Turcja                   | 0.767                    |                          |
| 9                        | Gruzja                   | 0.769                    |                          |
| 10                       | Serbia                   | 0.776                    |                          |

## Lista państw według regionów

### Kraje arabskie
| Miejsce                        | Państwo                        | WRS                            | WRS                            |
| Miejsce                        | Państwo                        | 2015                           |                                |
| Kraje bardzo wysoko rozwinięte | Kraje bardzo wysoko rozwinięte | Kraje bardzo wysoko rozwinięte | Kraje bardzo wysoko rozwinięte |
| ------------------------------ | ------------------------------ | ------------------------------ | ------------------------------ |
| 1                              | Katar                          | 0.856                          |                                |
| 2                              | Arabia Saudyjska               | 0.847                          |                                |
| 3                              | Zjednoczone Emiraty Arabskie   | 0.840                          |                                |
| 4                              | Bahrajn                        | 0.824                          |                                |
| 5                              | Kuwejt                         | 0.800                          |                                |
| Kraje średnio rozwinięte       |                                |                                |                                |
| 6                              | Oman                           | 0.796                          |                                |
| 7                              | Iran                           | 0.774                          |                                |
| 8                              | Liban                          | 0.763                          |                                |
| 9                              | Algieria                       | 0.745                          |                                |
| 10                             | Jordania                       | 0.741                          |                                |

| Miejsce                  | Państwo                | WRS                    | WRS                    |
| Miejsce                  | Państwo                | 2015                   |                        |
| Kraje słabo rozwinięte   | Kraje słabo rozwinięte | Kraje słabo rozwinięte | Kraje słabo rozwinięte |
| ------------------------ | ---------------------- | ---------------------- | ---------------------- |
| 1                        | Dżibuti                | 0.473                  |                        |
| 2                        | Jemen                  | 0.482                  |                        |
| 3                        | Sudan                  | 0.490                  |                        |
| 4                        | Komory                 | 0.497                  |                        |
| 5                        | Mauretania             | 0.513                  |                        |
| 6                        | Syria                  | 0.536                  |                        |
| Kraje średnio rozwinięte |                        |                        |                        |
| 7                        | Maroko                 | 0.647                  |                        |
| 8                        | Irak                   | 0.649                  |                        |
| 9                        | Palestyna              | 0.684                  |                        |
| 10                       | Egipt                  | 0.691                  |                        |

### Unia Europejska
| Miejsce                        | Państwo                        | WRS                            | WRS                            |
| Miejsce                        | Państwo                        | 2015                           |                                |
| Kraje bardzo wysoko rozwinięte | Kraje bardzo wysoko rozwinięte | Kraje bardzo wysoko rozwinięte | Kraje bardzo wysoko rozwinięte |
| ------------------------------ | ------------------------------ | ------------------------------ | ------------------------------ |
| 1                              | Niemcy                         | 0.926                          |                                |
| 2                              | Dania                          | 0.925                          |                                |
| 3                              | Holandia                       | 0.924                          |                                |
| 4                              | Irlandia                       | 0.923                          |                                |
| 5                              | Szwecja                        | 0.913                          |                                |
| 6                              | Wielka Brytania                | 0.909                          |                                |
| 7                              | Luksemburg                     | 0.898                          |                                |
| 8                              | Francja                        | 0.897                          |                                |
| 9                              | Belgia                         | 0.896                          |                                |
| 10                             | Finlandia                      | 0.895                          |                                |

| Miejsce                        | Państwo                 | WRS                     | WRS                     |
| Miejsce                        | Państwo                 | 2015                    |                         |
| Kraje wysoko rozwinięte        | Kraje wysoko rozwinięte | Kraje wysoko rozwinięte | Kraje wysoko rozwinięte |
| ------------------------------ | ----------------------- | ----------------------- | ----------------------- |
| 1                              | Bułgaria                | 0.794                   |                         |
| Kraje bardzo wysoko rozwinięte |                         |                         |                         |
| 2                              | Rumunia                 | 0.802                   |                         |
| 3                              | Chorwacja               | 0.827                   |                         |
| 4                              | Łotwa                   | 0.830                   |                         |
| 5                              | Węgry                   | 0.836                   |                         |
| 6                              | Portugalia              | 0.843                   |                         |
| 7                              | Słowacja                | 0.845                   |                         |
| 8                              | Litwa                   | 0.848                   |                         |
| 9                              | Polska                  | 0.855                   |                         |
| 10                             | Malta                   | 0.856                   |                         |

### Azja Wschodnia i Pacyfik
| Miejsce                        | Państwo                        | WRS                            | WRS                            |
| Miejsce                        | Państwo                        | 2015                           |                                |
| Kraje bardzo wysoko rozwinięte | Kraje bardzo wysoko rozwinięte | Kraje bardzo wysoko rozwinięte | Kraje bardzo wysoko rozwinięte |
| ------------------------------ | ------------------------------ | ------------------------------ | ------------------------------ |
| 1                              | Australia                      | 0.939                          |                                |
| 2                              | Singapur                       | 0.925                          |                                |
| 3                              | Hongkong                       | 0.917                          |                                |
| 4                              | Nowa Zelandia                  | 0.915                          |                                |
| 5                              | Japonia                        | 0.903                          |                                |
| 6                              | Korea Południowa               | 0.901                          |                                |
| 7                              | Brunei                         | 0.865                          |                                |
| Kraje wysoko rozwinięte        |                                |                                |                                |
| 8                              | Malezja                        | 0.789                          |                                |
| 9                              | Palau                          | 0.788                          |                                |
| 10                             | Sri Lanka                      | 0.766                          |                                |

| Miejsce                  | Państwo                | WRS                    | WRS                    |
| Miejsce                  | Państwo                | 2015                   |                        |
| Kraje słabo rozwinięte   | Kraje słabo rozwinięte | Kraje słabo rozwinięte | Kraje słabo rozwinięte |
| ------------------------ | ---------------------- | ---------------------- | ---------------------- |
| 1                        | Wyspy Salomona         | 0.515                  |                        |
| 2                        | Papua-Nowa Gwinea      | 0.516                  |                        |
| Kraje średnio rozwinięte |                        |                        |                        |
| 3                        | Mjanma                 | 0.556                  |                        |
| 4                        | Nepal                  | 0.558                  |                        |
| 5                        | Kambodża               | 0.563                  |                        |
| 6                        | Bangladesz             | 0.579                  |                        |
| 7                        | Laos                   | 0.586                  |                        |
| 8                        | Kiribati               | 0.588                  |                        |
| 9                        | Vanuatu                | 0.597                  |                        |
| 10                       | Timor Wschodni         | 0.605                  |                        |

### Ameryka Łacińska
| Miejsce                        | Państwo                        | WRS                            | WRS                            |
| Miejsce                        | Państwo                        | 2015                           |                                |
| Kraje bardzo wysoko rozwinięte | Kraje bardzo wysoko rozwinięte | Kraje bardzo wysoko rozwinięte | Kraje bardzo wysoko rozwinięte |
| ------------------------------ | ------------------------------ | ------------------------------ | ------------------------------ |
| 1                              | Chile                          | 0.847                          |                                |
| 2                              | Argentyna                      | 0.827                          |                                |
| Kraje wysoko rozwinięte        |                                |                                |                                |
| 3                              | Barbados                       | 0.795                          |                                |
| 3                              | Urugwaj                        | 0.795                          |                                |
| 5                              | Panama                         | 0.788                          |                                |
| 6                              | Antigua i Barbuda              | 0.786                          |                                |
| 7                              | Trynidad i Tobago              | 0.780                          |                                |
| 8                              | Kostaryka                      | 0.776                          |                                |
| 9                              | Kuba                           | 0.775                          |                                |
| 10                             | Wenezuela                      | 0.767                          |                                |

| Miejsce                  | Państwo                | WRS                    | WRS |
| Miejsce                  | Państwo                | 2015                   |     |
| Kraje słabo rozwinięte   | Kraje słabo rozwinięte | Kraje słabo rozwinięte |     |
| ------------------------ | ---------------------- | ---------------------- | --- |
| 1                        | Haiti                  | 0.493                  |     |
| Kraje średnio rozwinięte |                        |                        |     |
| 2                        | Honduras               | 0.625                  |     |
| 3                        | Gujana                 | 0.638                  |     |
| 4                        | Gwatemala              | 0.640                  |     |
| 5                        | Nikaragua              | 0.645                  |     |
| 6                        | Boliwia                | 0.674                  |     |
| 7                        | Salwador               | 0.680                  |     |
| 8                        | Paragwaj               | 0.693                  |     |
| Kraje wysoko rozwinięte  |                        |                        |     |
| 9                        | Belize                 | 0.706                  |     |
| 10                       | Dominikana             | 0.722                  |     |

### Bliski Wschód i Afryka Północna
| Miejsce                        | Państwo                        | WRS                            | WRS                            |
| Miejsce                        | Państwo                        | 2015                           |                                |
| Kraje bardzo wysoko rozwinięte | Kraje bardzo wysoko rozwinięte | Kraje bardzo wysoko rozwinięte | Kraje bardzo wysoko rozwinięte |
| ------------------------------ | ------------------------------ | ------------------------------ | ------------------------------ |
| 1                              | Izrael                         | 0.899                          |                                |
| 2                              | Cypr                           | 0.856                          |                                |
| 2                              | Katar                          | 0.856                          |                                |
| 4                              | Arabia Saudyjska               | 0.847                          |                                |
| 5                              | Zjednoczone Emiraty Arabskie   | 0.840                          |                                |
| 6                              | Bahrajn                        | 0.824                          |                                |
| 7                              | Kuwejt                         | 0.800                          |                                |
| Kraje wysoko rozwinięte        |                                |                                |                                |
| 8                              | Oman                           | 0.796                          |                                |
| 9                              | Turcja                         | 0.767                          |                                |
| 10                             | Liban                          | 0.763                          |                                |

| Miejsce                  | Państwo                | WRS                    | WRS                    |
| Miejsce                  | Państwo                | 2015                   |                        |
| Kraje słabo rozwinięte   | Kraje słabo rozwinięte | Kraje słabo rozwinięte | Kraje słabo rozwinięte |
| ------------------------ | ---------------------- | ---------------------- | ---------------------- |
| 1                        | Sudan                  | 0.490                  |                        |
| 2                        | Syria                  | 0.536                  |                        |
| Kraje średnio rozwinięte |                        |                        |                        |
| 3                        | Maroko                 | 0.647                  |                        |
| 4                        | Irak                   | 0.649                  |                        |
| 5                        | Palestyna              | 0.684                  |                        |
| 6                        | Egipt                  | 0.691                  |                        |
| 6                        | Palestyna              | 0.641                  |                        |
| Kraje wysoko rozwinięte  |                        |                        |                        |
| 7                        | Libia                  | 0.716                  |                        |
| 8                        | Tunezja                | 0.725                  |                        |
| 9                        | Jordania               | 0.741                  |                        |
| 10                       | Algieria               | 0.745                  |                        |

## Raport z 2005
Wskaźnik Rozwoju Społecznego 2005 obejmuje 177 państw: 175 członków ONZ oraz Hongkong i Autonomię Palestyńską. Większość danych w raporcie 2005 pochodzi z 2003 r. Nie wszystkie państwa dostarczyły odpowiednich danych, dlatego w rankingu zabrakło 16 państw członkowskich ONZ, m.in. Afganistanu, Andory, Iraku, Korei Północnej, Liechtensteinu, Monako, Serbii i Czarnogóry, Somalii.
Spośród 32 państw słabo rozwiniętych, 30 leży w Afryce.

### Państwa wysoko rozwinięte (WRS powyżej 0,800)
(w nawiasie podano zmianę miejsca w rankingu w stosunku do 2004 roku)
| 1. Norwegia (=) (WRS: 0,963) | 20. Niemcy (↓ 1)         | 39. Litwa (↑ 2)                         |
| 2. Islandia (↑ 5)            | 21. Hiszpania (↓ 1)      | 40. Katar                               |
| 3. Australia (=)             | 22. Hongkong (↑ 1)       | 41. Zjednoczone Emiraty Arabskie        |
| 4. Luksemburg (↑ 11)         | 23. Izrael (↓ 1)         | 42. Słowacja (=)                        |
| 5. Kanada (↓ 1)              | 24. Grecja (=)           | 43. Bahrajn                             |
| 6. Szwecja (↓ 4)             | 25. Singapur (=)         | 44. Kuwejt                              |
| 7. Szwajcaria (↑ 4)          | 26. Słowenia (↑ 1)       | 45. Chorwacja(↑ 3)                      |
| 8. Irlandia (↑ 2)            | 27. Portugalia (↓ 1)     | 46. Urugwaj                             |
| 9. Belgia (↓ 3)              | 28. Korea Południowa (=) | 47. Kostaryka                           |
| 10. Stany Zjednoczone (↓ 2)  | 29. Cypr (↑ 1)           | 48. Łotwa (↑ 2)                         |
| 11. Japonia (↓ 2)            | 30. Barbados (↓ 1)       | 49. Saint Kitts i Nevis                 |
| 12. Holandia (↓ 7)           | 31. Czechy (↑ 1)         | 50. Bahamy                              |
| 13. Finlandia (=)            | 32. Malta                | 51. Seszele                             |
| 14. Dania (↑ 3)              | 33. Brunei               | 52. Kuba (=)                            |
| 15. Wielka Brytania (↓ 3)    | 34. Argentyna            | 53. Meksyk                              |
| 16. Francja (=)              | 35. Węgry (↑ 3)          | 54. Tonga                               |
| 17. Austria (↓ 3)            | 36. Chile                | 55. Bułgaria (↑ 1)                      |
| 18. Włochy (↑ 3)             | 37. Polska (↑ 1)         | 56. Panama                              |
| 19. Nowa Zelandia (↓ 1)      | 38. Estonia (↓ 2)        | 57. Trynidad i Tobago (↓ 3)(WRS: 0,801) |

### Państwa średnio rozwinięte (WRS między 0,500 a 0,800)
| 58. Libia (=)                  | 88. Paragwaj                       | 118. Vanuatu                           |
| 59. Macedonia Północna (↑ 1)   | 89. Tunezja                        | 119. Egipt                             |
| 60. Antigua i Barbuda          | 90. Jordania                       | 120. Południowa Afryka                 |
| 61. Malezja (↓ 2)              | 91. Belize                         | 121. Gwinea Równikowa                  |
| 62. Rosja (↓ 5)                | 92. Fidżi                          | 122. Tadżykistan                       |
| 63. Brazylia (↑ 9)             | 93. Sri Lanka                      | 123. Gabon                             |
| 64. Rumunia (↑ 5)              | 94. Turcja                         | 124. Maroko                            |
| 65. Mauritius                  | 95. Dominikana                     | 125. Namibia                           |
| 66. Grenada                    | 96. Malediwy                       | 126. Wyspy Świętego Tomasza i Książęca |
| 67. Białoruś (↓ 5)             | 97. Turkmenistan                   | 127. Indie                             |
| 68. Bośnia i Hercegowina (↓ 2) | 98. Jamajka                        | 128. Wyspy Salomona                    |
| 69. Kolumbia                   | 99. Iran                           | 129. Mjanma                            |
| 70. Dominika                   | 100. Gruzja (↓ 3)                  | 130. Kambodża                          |
| 71. Oman                       | 101. Azerbejdżan (↓ 10)            | 131. Botswana                          |
| 72. Albania (↓ 7)              | 102. Palestyna                     | 132. Komory                            |
| 73. Tajlandia                  | 103. Algieria                      | 133. Laos                              |
| 74. Samoa                      | 104. Salwador                      | 134. Bhutan                            |
| 75. Wenezuela                  | 105. Republika Zielonego Przylądka | 135. Pakistan                          |
| 76. Saint Lucia                | 106. Syria                         | 136. Nepal                             |
| 77. Arabia Saudyjska           | 107. Gujana                        | 137. Papua-Nowa Gwinea                 |
| 78. Ukraina (↓ 8)              | 108. Wietnam                       | 138. Ghana                             |
| 79. Peru                       | 109. Kirgistan (↓ 1)               | 139. Bangladesz                        |
| 80. Kazachstan                 | 110. Indonezja                     | 140. Timor Wschodni                    |
| 81. Liban                      | 111. Uzbekistan                    | 141. Sudan                             |
| 82. Ekwador                    | 112. Nikaragua                     | 142. Kongo                             |
| 83. Armenia                    | 113. Boliwia                       | 143. Togo                              |
| 84. Filipiny                   | 114. Mongolia                      | 144. Uganda                            |
| 85. Chiny (↑ 9)                | 115. Mołdawia (↓ 2)                | 145. Zimbabwe                          |
| 86. Surinam                    | 116. Honduras                      |                                        |
| 87. Saint Vincent i Grenadyny  | 117. Gwatemala                     |                                        |

### Państwa słabo rozwinięte (WRS poniżej 0,500)
| 146. Madagaskar | 157. Senegal                       | 168. Mozambik                     |
| 147. Eswatini   | 158. Nigeria                       | 169. Burundi                      |
| 148. Kamerun    | 159. Rwanda                        | 170. Etiopia                      |
| 149. Lesotho    | 160. Angola                        | 171. Republika Środkowoafrykańska |
| 150. Dżibuti    | 161. Erytrea                       | 172. Gwinea Bissau                |
| 151. Jemen      | 162. Benin                         | 173. Czad                         |
| 152. Mauretania | 163. Wybrzeże Kości Słoniowej      | 174. Mali                         |
| 153. Haiti      | 164. Tanzania                      | 175. Burkina Faso                 |
| 154. Kenia      | 165. Malawi                        | 176. Sierra Leone (0,339)         |
| 155. Gambia     | 166. Zambia                        | 177. Niger (0,326)                |
| 156. Gwinea     | 167. Demokratyczna Republika Konga |                                   |

### Pierwsza i ostatnia trójka według kontynentów
(w nawiasie podano zmianę miejsca w rankingu w stosunku do 2004 roku)
| Afryka · 51. Seszele (↓ 16) · 58. Libia (=) · 65. Mauritius (↓ 1) · ... · 175. Burkina Faso (=) · 176. Sierra Leone (↑ 1) · 177. Niger (↓ 1)                  | Azja · 11. Japonia (↓ 2) · 22. Hongkong (↑ 1) · 23. Izrael (↓ 1) · ... · 139. Bangladesz (↓ 1) · 140. Timor Wschodni(↑ 18) · 151. Jemen (↓ 2)  | Europa · 1. Norwegia (=) · 2. Islandia (↑ 5) · 4. Luksemburg (↑ 11) · ... · 72. Albania (↓ 7) · 78. Ukraina (↓ 8) · 115. Mołdawia (↓ 2)                   |
| Oceania · 3. Australia (=) · 19. Nowa Zelandia (↓ 1) · 54. Tonga (↑ 9) · ... · 118. Vanuatu (↑ 11) · 128. Wyspy Salomona (↓ 4) · 137. Papua-Nowa Gwinea (↓ 4) | Ameryka Południowa · 34. Argentyna (=) · 37. Chile (↑ 6) · 46. Urugwaj (=) · ... · 88. Paragwaj (↑ 1) · 107. Gujana (↓ 3) · 113. Boliwia (↑ 1) | Ameryka Północna · 5. Kanada (↓ 1) · 10. Stany Zjednoczone (↓ 2) · 30. Barbados (↓ 1) · ... · 116. Honduras (↓ 1) · 117. Gwatemala (↑ 4) · 153. Haiti (=) |